# Jan Huisman
Aeilt Jan Huisman (Meppel, 20 september 1949) is een Nederlandse politicus voor het CDA. Voor zijn pensionering was hij burgemeester van de gemeente Reimerswaal.

## Levensloop
Huisman groeide op in Delfzijl. Na een loopbaan bij de politie en later het GAK, ging hij in 1996 in de plaatselijke politiek. Op 19 januari 1999 werd hij gekozen tot wethouder, later werd hij tevens locoburgemeester. 
Deze functie oefende hij uit tot 1 oktober 2004 waarbij hij de portefeuilles welzijn, onderwijs, asielzoekerszaken, monumentenzorg, sport, cultuur beheerde. 
Huisman was initiatiefnemer en realisator van het monument voor de Groninger zanger Ede Staal op de dijk bij Delfzijl. Op 1 oktober 2004 verliet Huisman de Delfzijlster politiek omdat hij genoeg had van alle politieke onrust in Delfzijl. Na een korte periode van rust besloot hij de bakens te verzetten en zich te gaan richten op het burgemeestersambt. Op 1 mei 2005 werd hij daarom burgemeester van de Zeeuwse gemeente Reimerswaal. Op 1 mei 2011 werd Huisman herbenoemd na een unaniem positief advies van de gemeenteraad. 
Op 1 mei 2016 ging hij met pensioen en werd hij opgevolgd door waarnemend burgemeester Piet Zoon.